# Куост, Эрнест
Эрнест Куост (фр. Ernest Quost; 24 февраля 1842, Аваллон — 24 марта 1931[…], IX округ Парижа) — французский художник.

## Биография
Родился в 1842 году в Аваллоне (департамент Йонна). Учился живописи, в Париже, предположительно у Ораса Омона (1839—1864). С 1866 года выставлял свои картины в Парижском салоне, а в дальнейшем — в более прогрессивном Салоне французских художников. В 1880 и 1882 годах был награждён медалями салона, а в 1889 году — серебряной медалью на Всемирной выставке в Париже.
В 1883 году стал кавалером, а в 1903 году — офицером ордена Почётного легиона.
Рисовал Эрнест Куост преимущественно цветы (Ван Гог в одном из писем к брату Тео упомянул «розы папаши Куоста»), а также сцены на парижских бульварах и жанровые сцены.
По своей художественной манере был близок к импрессионистам.
Скончался в Париже в 1931 году.

## Галерея

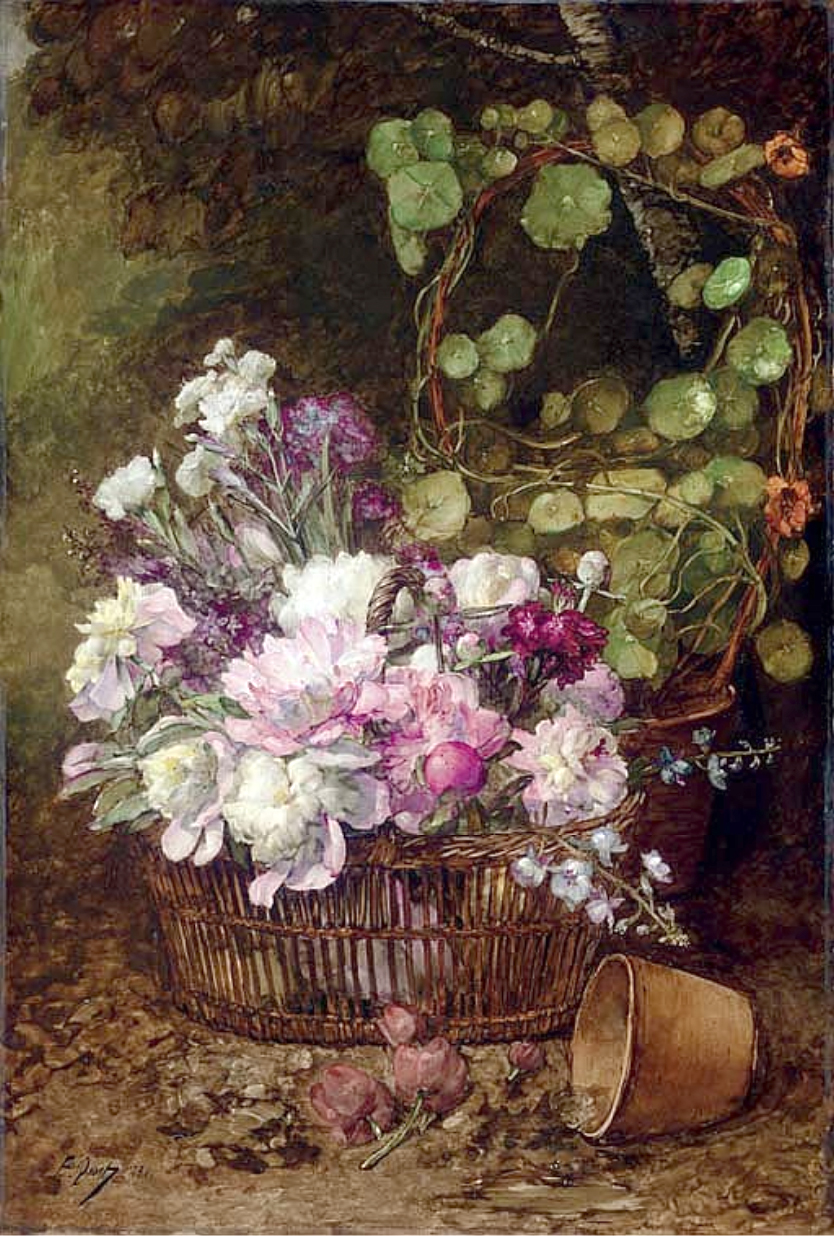
Корзина цветов (пионы и дельфиниум)
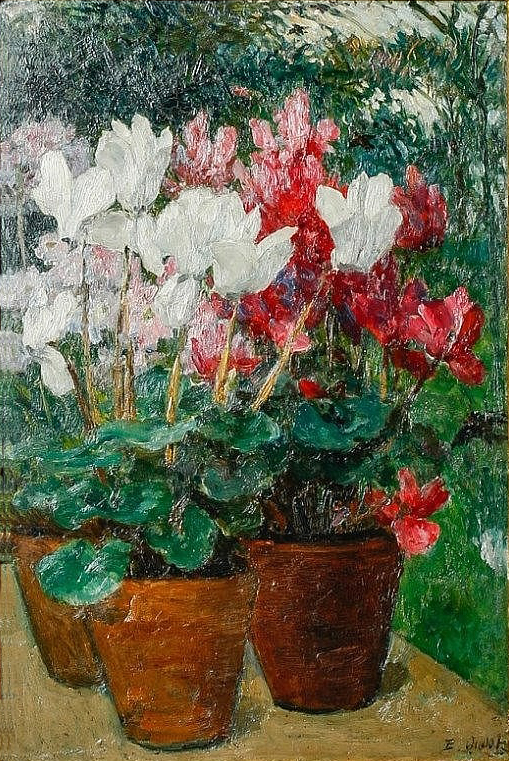
Цикламены
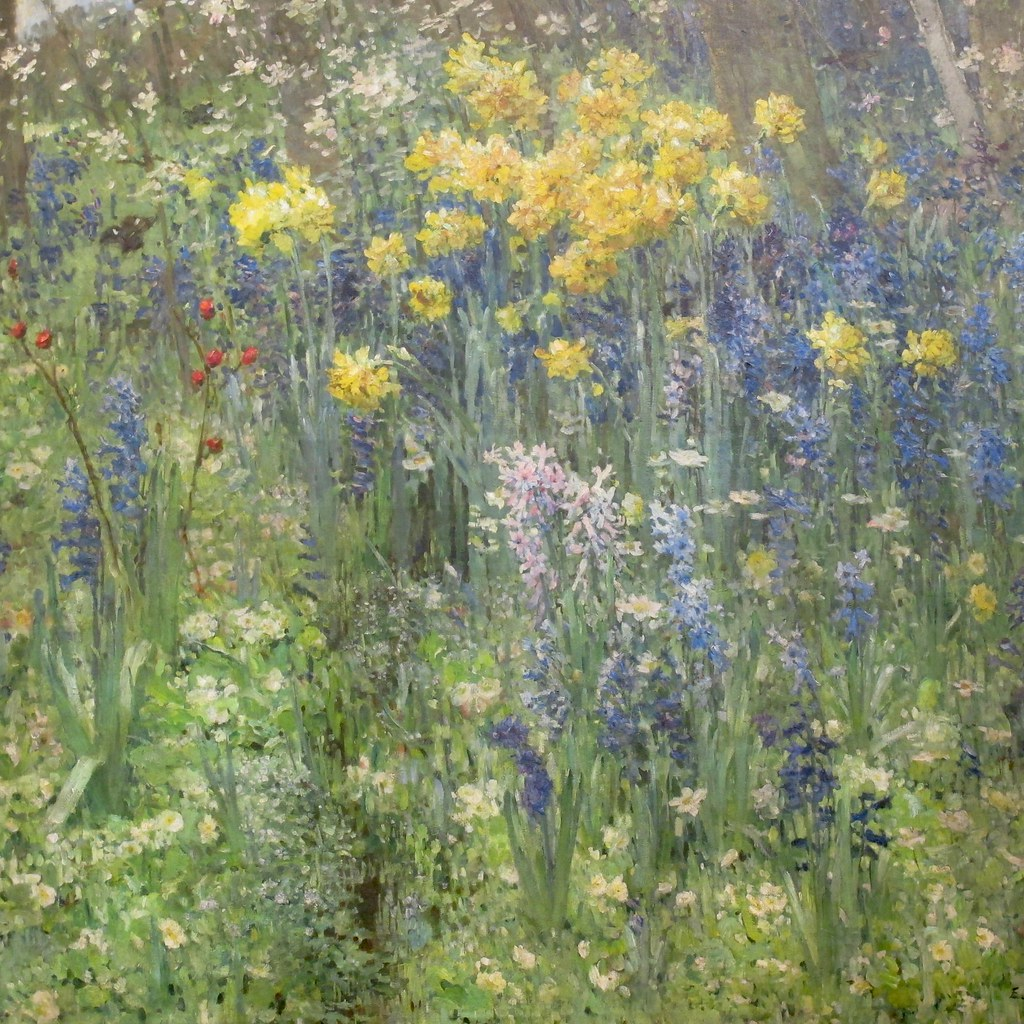
Весенние цветы
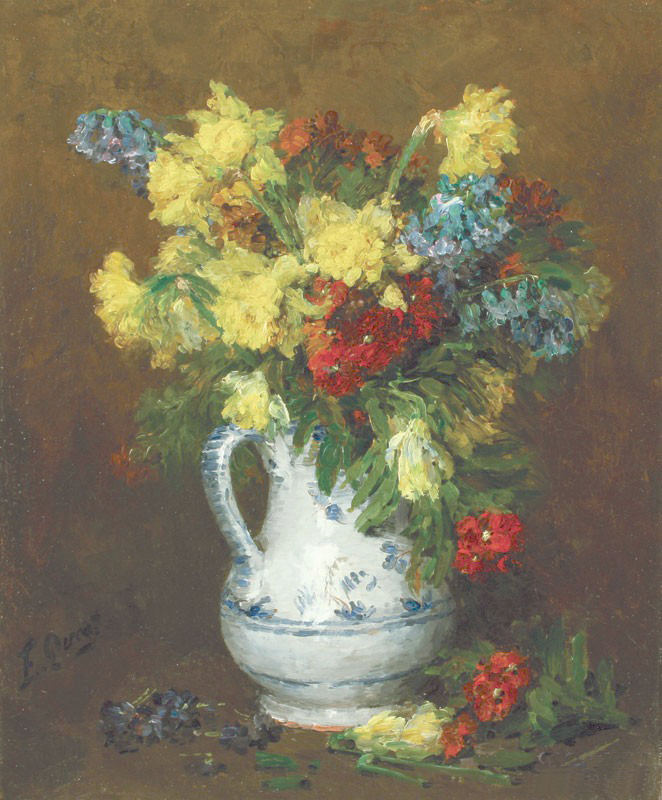
Букет цветов в фаянсовом кувшине
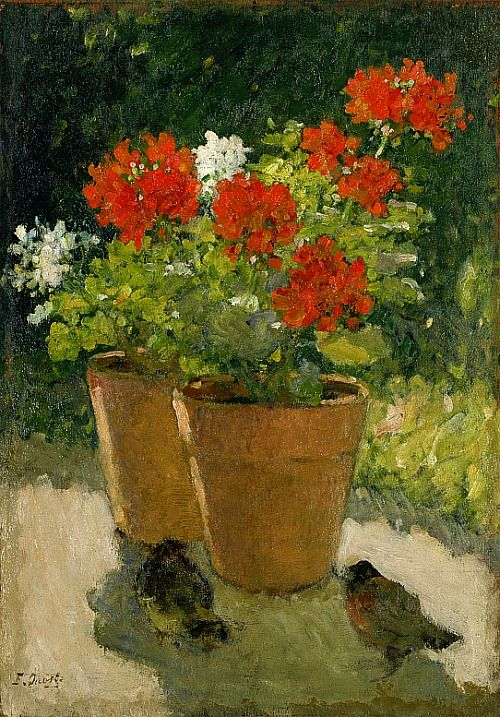
Горшки с цветами
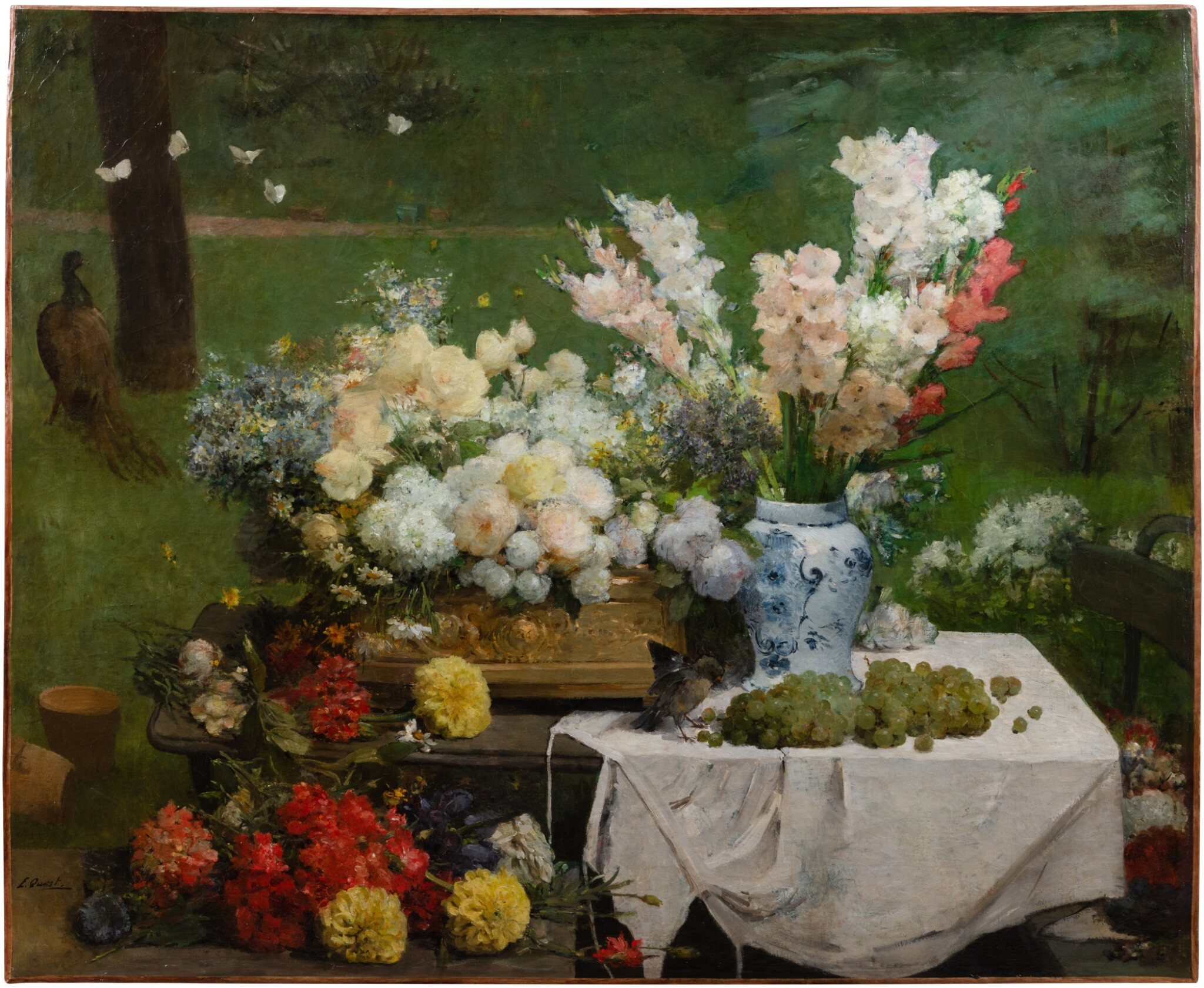
Натюрморт с цветами, бабочками, птицами и виноградом
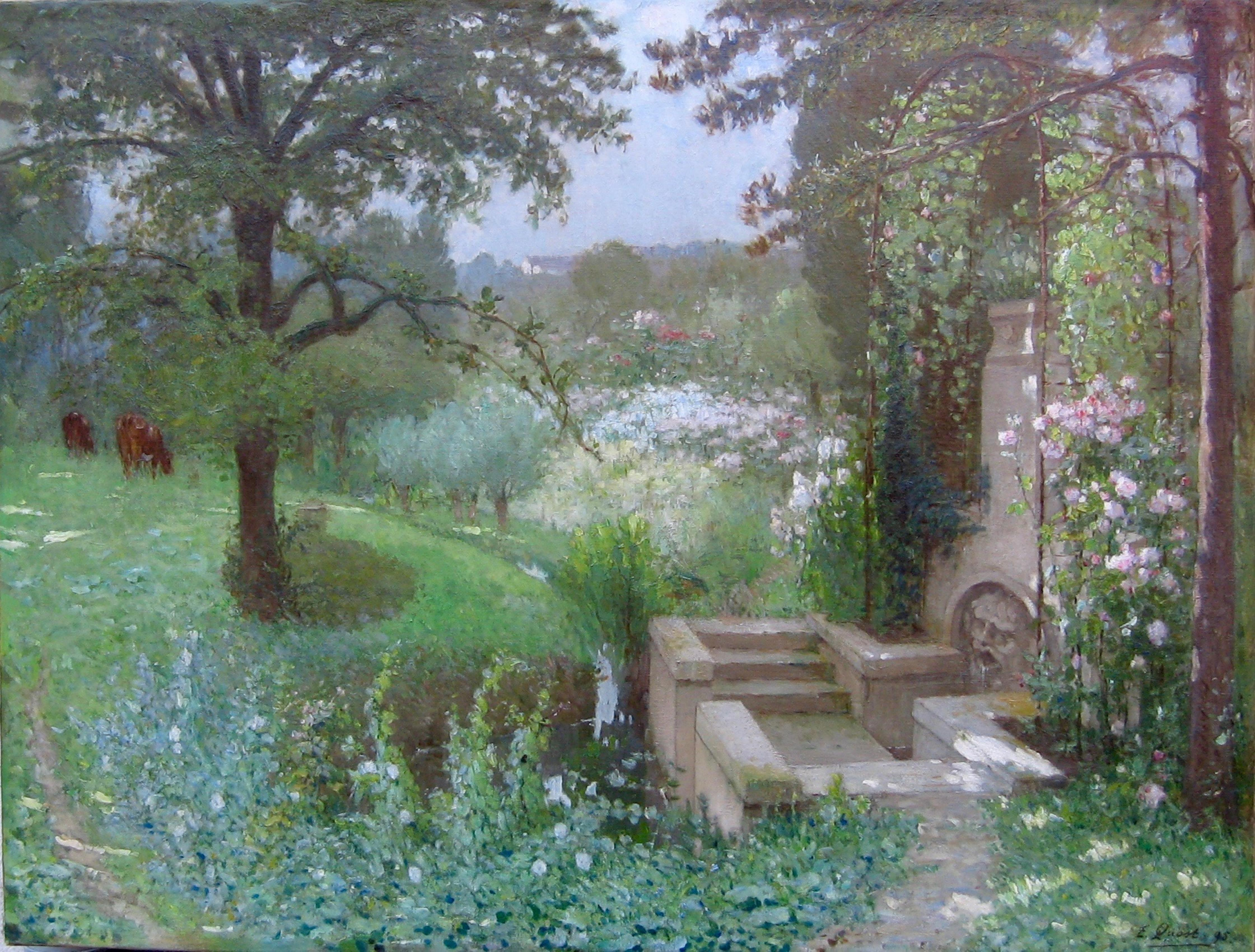
Старинный фонтан